# Diploglossus microcephalus
Diploglossus microcephalus là một loài thằn lằn trong họ Anguidae. Loài này được Hallowell mô tả khoa học đầu tiên năm 1856.